# Micoló
Micoló é uma aldeia de São Tomé e Príncipe, localiza-se ao Norte, no distrito da Lobata, ilha de São Tomé, junto à costa, próxima à foz do Rio do Ouro, à Praia Micoló, frente ao Ilhéu das Cabras.